# Копальня Поя
Копальня Поя — колишній гірничодобувний майданчик у Меланезії на острові Нова Каледонія (заморське володіння Франції).
В 1917 році в районі затоки Поя розпочали видобуток гіпсу з метою забезпечення нікелеплавильного заводу в Доніамбо сировиною з високим вмістом сірки. Гіпсова копальня діяла до 1954 року (з короткочасною перервою у 1935—1936 роках), при цьому накопичений видобуток становив 320 тисяч тонн, що містили близько 50 тисяч тонн сірки. На момент припинення розробки вилучено близько двох третин початкових запасів родовища.
Також можливо відзначити, що в районі Поя в 1948—1953 роках вели видобуток марганцевої руди.